# 林文淵
林文淵（1952年8月7日—），台灣企業家，曾任台電董事長、中國鋼鐵董事長、台苯董事長、海外投資開發公司董事長、高雄銀行常務董事、大同公司董事長。現任東森電視董事長。

## 生平
林文淵早年自台北自來水事業處基層任起；爾後於陳水扁就任台北市長時，拔擢擔任台北自來水事業處處長；之後民主進步黨取得政權，亦長時間獲得重用。
2000年5月，民主進步黨陳水扁政府執政以後，林文淵出任經濟部國營事業委員會副主任委員。其後因政治考量，數度出任國營事業要職，復因政治因素幾度辭職。後被任命為中鋼董事長，成為首個非中鋼出身的中鋼董事長，主導中鋼投資高雄捷運；乃陳水扁擔任中華民國總統期間，最受信任且重用的人士之一。
2008年陳水扁卸任中華民國總統之後，林文淵屢次因陳水扁家庭密帳案受檢調單位傳喚，迄今尚以事證不足候傳，未被以任何罪名起訴。
林文淵於中鋼卸任四年餘後，以統有全權為首要條件，期由建立制度、務使公司轉虧為盈，受聘擔任台苯董事長。2016年，台苯爆發經營權之爭。2016年3月21日，台苯召開董事會，支持大股東孫鐵漢的董事以多數決通過撤換林文淵。
2014年11月到2015年3月，當時高雄銀行董事長陳統民以及常董許立明、李瑞倉、林文淵，允許慶富造船以不符合授信目的的方式辦理增資；2016年5月，時任慶富造船執行長簡良鑑向高雄地檢署檢舉慶富造船不實將資本額從新台幣5億元增資到30億元以取得參與中華民國海軍獵雷艦招標資格，高雄地檢署開始介入調查，後來就爆發慶富案。2017年11月29日，時代力量立法委員黃國昌質疑，陳統民、許立明、李瑞倉及林文淵是慶富造船董事長陳慶男的共犯。2019年5月30日，無黨團結聯盟高雄市議員李順進在高雄市議會市政總質詢中指出，高雄銀行連續違規放貸三家公司造成連續鉅額虧損，而目前身為獨董的林文淵每二個月開會一次坐領年薪新台幣200萬元、10年約領走近新台幣2,000萬元，11位董事酬金每年約計新台幣1,449萬8,000元，面對高雄銀行諸多問題卻一點責任也沒有。
2017年6月底，林文淵受到民主進步黨蔡英文政府指派為具有官股色彩的海外投資開發公司董事長，且是以中鋼法人代表的身分擔任；爾後對中鋼最有影響力的高雄市長陳菊也力挺林文淵擔任中鋼董事長，但林文淵因介入台苯經營權爭議，最後與中鋼董座一職擦身而過。
2018年2月9日，匯流新聞網指出，茂德機構總裁張高祥入主東森電視，促成此交易案的人是林文淵，林文淵在2014年接任東森整合行銷董事長，東森整合行銷的幕後股東是王令麟旗下的東森國際，可見林文淵與王令麟交情之深厚。
2018年4月23日，身為民進黨海派的東森電視董事長林文淵參與由三立電視董事長林崑海、總統府國策顧問黃承國所主辦的「海國會」，並在致詞時表示「海派就是要做小英政府強而有力的後盾」，如此強烈的表態引發關注。
2019年1月31日，台苯召開股東臨時會，由林文淵與金智富共同率領的市場派團隊成功拿下過半的六席董事，取得公司經營權；股東會結束後也隨即召開董事會，推舉林文淵擔任董事長暨總執行長，使得林文淵成功回鍋。
2020年5月3日，王光祥（三圓建設董事長）在介入大同公司經營權後，邀請林文淵擔任大同的董事提名。林文淵表示大同已經19年沒有發股利，而王光祥希望改革大同，他看到其他的獨董名單包含黃國昌等人，認為這樣的名單是真正要正派經營公司，所以欣然接受該邀約。
2020年9月28日，介入大同經營權的林文淵遭外界質疑與蔡英文政府關係匪淺，而林文淵為了撇清而辭任海外投資開發公司董事長。
2020年10月21日，大同股東臨時會重新改選九席董事，最後市場派拿下了七席成為絕對多數，林文淵是其中一席；隨後大同於11月2日召開董事會，董事會中通過由林文淵擔任董事長，成為大同第一個市場派的董事長，打破公司派長期治理大同局面。
2020年12月22日，林文淵因大同大股東通知更換其法人代表而辭去大同董事長，僅在任50天，成為在任時間最短的大同董事長。據傳林文淵解職的原因是他和王光祥之間的信任出現問題。

## 家庭
妻，鄔麗麗。